# Franciszek Pukacki
Franciszek Konstanty Pukacki, pseudonimy: Gzyms, Jan Konstanty Kobudziński, Marek Korajski (ur. 29 stycznia 1916 w Wyskoci, zm. 4 listopada 1980) – oficer Armii Krajowej, cichociemny, tajny współpracownik SB.

## Życiorys
Franciszek Pukacki był synem Teofila Pukackiego i Joanny z Cwojdzińskich, brat Mariana, Józefa Kazimierza i Jadwigi Marii. Został ochrzczony w kościele w Wyskoci 2 lutego 1916 przez ks. prob. Leona Kutznera; chrzestnymi byli – Kazimierz Cwojdziński z Turwi i Matylda Cwojdzińska z Wyskoci. Szkołę powszechną ukończył w Wyskoci, gdzie jej kierownikiem był nauczyciel Zygmunt Sibilski. Później, jego ojciec, Teofil Pukacki został urzędnikiem Ubezpieczalni Krajowej w Krotoszynie. Tam Franciszek od 1927 uczył się w Gimnazjum Klasycznym im. Hugo Kołłątaja. W 1934 uzyskał świadectwo dojrzałości. Następnie w 1937 wstąpił do Szkoły Podchorążych Piechoty w Komorowie pod Ostrowią Mazowiecką, którą ukończył w 1939 (XVI wojenna promocja). Dnia 24 września został mianowany podporucznikiem piechoty służby stałej ze starszeństwem z dniem 1 września 1939.
Wraz z braćmi: Marianem i Józefem, należał do Polskiej Korporacji Akademickiej Lechia.

### Udział wII wojnie światowej
W czasie kampanii wrześniowej początkowo dowodził II plutonem w składzie 8 kompanii 60 pułku piechoty, uczestniczył w bitwie nad Bzurą, m.in. 9 września w walce o Łęczycę poprowadził swój pluton do ataku na bagnety. Tego dnia objął dowództwo nad 8 kompanią. Od ok. 20 września brał udział w obronie Warszawy i 25 września w Lasku Bielańskim otrzymał postrzał w biodro. Za osobiste męstwo w walce został odznaczony Krzyżem Virtuti Militari V klasy. 24 grudnia przekroczył granicę polsko-słowacką, po czym przez Węgry i Jugosławię, a następnie drogą morską dotarł 7 kwietnia 1940 do Francji, gdzie otrzymał przydział do formującej się Legii Oficerskiej. Po kampanii francuskiej przedostał się 27 czerwca do Wojska Polskiego w Wielkiej Brytanii, gdzie początkowo służył w 4 Brygadzie Kadrowej Strzelców, a następnie w 1 Samodzielnej Brygadzie Spadochronowej. Pod koniec 1940 zgłosił się do służby w kraju, odbył przeszkolenie w zakresie dywersji i 10 listopada 1941 został zaprzysiężony w Oddziale VI Sztabu Naczelnego Wodza.
W nocy z 3 na 4 marca 1942 Pukacki został zrzucony pod Wyszkowem w składzie IV ekipy spadochronowej, podczas operacji lotniczej o kryptonimie Collar. Bezpośrednio po skoku był awansowany do stopnia porucznika. Już w marcu otrzymał przydział do organizacji dywersyjnej Wachlarz i został skierowany na 2 odcinek (główny kierunek działania na osi Równe – Kijów). Po pracach przygotowawczych wyjechał w lipcu z Warszawy, wioząc kilkunastoosobową grupę żołnierzy Armii Krajowej do Szepietówki, gdzie zorganizował ośrodek dywersyjny, którym następnie dowodził; m.in. spowodował wysadzenie dwóch transportów kolejowych pod Szepietówką i Berdyczowem. Od kwietnia do lipca 1943 (ale już po formalnej i faktycznej likwidacji Wachlarza, o czym Pukacki nie wiedział) okresowo prowadził dywersję na niemieckim lotnisku wojskowym w Charkowie, przy czym zniszczył pięć samolotów Ju 87. Po powrocie do Szepietówki, Pukacki w nocy z 25 na 26 lipca opanował tam na czele sześciu żołnierzy AK trzynastoosobowy niemiecki posterunek na stacji kolejowej. Dnia 29 lipca przystąpił do formowania Oddziału Partyzanckiego Gzyms i rozpoczął działania partyzanckie w rejonie Szepietówka – Sławuta – Ostróg nad Horyniem. Głównym celem tych działań była ochrona polskiej ludności przed represjami ze strony Ukraińskiej Powstańczej Armii. Dnia 16 stycznia 1944 poprowadził oddział na zarządzoną koncentrację 27 Dywizji Piechoty AK, wykonując rajd z lasów krzemienieckich poprzez Beresteczko – Pańską Dolinę – Zamłynie – Kisielin – Twerdyń do Kupiczowa, dokąd przybył 16 lutego na czele 82 żołnierzy. W dniu tym objął dowództwo I batalionu 45 pułku piechoty, w skład którego weszły oddziały partyzanckie Gzyms i Bomba. Na czele batalionu przeszedł pełny szlak bojowy dywizji, poczynając od boju o Turopin w operacji kowelskiej dnia 22–23 marca, a kończąc w nocy z 25 na 26 lipca 1944 na Lubelszczyźnie. Po bitwie o Pustynkę, stoczonej dnia 9 kwietnia, Pukacki został udekorowany na polu bitwy przez dowódcę dywizji, ppłka dypl. Jana Kiwerskiego, powtórnie Krzyżem Virtuti Militari V klasy, a 3 maja otrzymał awans do stopnia kapitana.
W dniu 6 sierpnia 1944 Pukacki został aresztowany w Otwocku przez radzieckie organa bezpieczeństwa, wywieziony i internowany. Przebywał w Związku Radzieckim kolejno w Charkowie, Riazaniu, od lipca 1947 roku internowany w obozie NKWD nr 150 Griazowcu, gdzie podjął nieudaną próbę ucieczki.

### Okres powojenny
Franciszek Pukacki wrócił do Polski w czerwcu 1948 i pracował jako kamieniarz. W latach 1957–62 ukończył studia na Wydziale Prawa Uniwersytetu Warszawskiego. Pracował w różnych instytucjach w Warszawie jako urzędnik, m.in. w Zakładzie Produkcji Artykułów Biurowych i Wytwórni Płyt Gramofonowych "Veriton". Był znanym kolekcjonerem hełmów wojskowych i od 1972 był prezesem warszawskiego oddziału Stowarzyszenia Miłośników Dawnej Broni i Barwy. W latach 1976–1979 przewodniczył Zespołowi Historycznemu Cichociemnych przy Warszawskim Okręgu ZBoWiD. Pukacki był wykonawcą w kamieniu pomnika Poległych Żołnierzy I Samodzielnej Brygady Spadochronowej i Cichociemnych, który znajduje się na Cmentarzu Komunalnym na Powązkach w Warszawie. Był fundatorem pamiątkowych tablic ku czci generałów Michała Karaszewicza-Tokarzewskiego i Tadeusza Bora-Komorowskiego, umieszczonych w dominikańskim kościele Św. Jacka w Warszawie. Po wojnie został zweryfikowany w stopniu majora rezerwy. Zmarł nagle 4 listopada 1980 w pociągu, pomiędzy Ostrowem Wielkopolskim a Kaliszem, został pochowany na cmentarzu w Krotoszynie.

### Współpraca z organami bezpieczeństwa Polski Ludowej
Franciszek Pukacki wziął udział w infiltrowaniu środowisk opozycyjnych w Polsce Ludowej. Od 1968 roku był kontaktem operacyjnym Franciszek, później tajnym współpracownikiem Cichy. Rozpracowywał środowisko Komitetu Obrony Robotników, w latach 1976–1977 środowisko polskiej emigracji politycznej w Londynie oraz cichociemnych. 

### Rodzina
Ojciec Franciszka Pukackiego, Teofil, był długoletnim organistą w parafii wyskockiej od 1904 do 1921 po swoim teściu Wawrzyńcu Cwojdzińskim, który również był tutaj organistą od 1865 do 1904. Starszy brat, Józef (1914–1944) był urzędnikiem, uczestnikiem kampanii wrześniowej. W czasie okupacji działał w konspiracji. Został zamordowany przez Niemców w obozie karno-śledczym w Żabikowie. Najstarszy brat, Marian (1908–1939) był prawnikiem, w latach studiów na Uniwersytecie Poznańskim działał w organizacjach ideowo podporządkowanych endecji. W latach 1935–6 przewodniczył akademickiej grupie secesyjnej Związek Młodych Narodowców, która w 1936 przybrała nazwę "Awangarda" Akademicki Związek Młodej Polski. Zginął w obronie Warszawy. Był podporucznikiem rezerwy 56 pułku piechoty Wielkopolskiej stacjonującego w Krotoszynie. Franciszek Pukacki nie założył rodziny.

## Odznaczenia i wyróżnienia
- dwukrotnie[potrzebny przypis] Krzyż Srebrny Orderu Virtuti Militari
- trzykrotnie Krzyż Walecznych
- Srebrny Krzyż Zasługi z Mieczami
- Złoty Krzyż Zasługi z Mieczami
- Jedna z ulic w Krotoszynie nosi imię Franciszka Pukackiego
- Odznaka Pamiątkowa „Wachlarz AK” – 1983 r. (pośmiertna) nr leg. 9